# Arirang TV
Arirang TV (kor. 아리랑 TV) ist ein südkoreanischer Fernsehsender.
Der Fernsehsender wurde nach dem koreanischen Volkslied Arirang benannt. Er soll der Welt die Vielfalt, Kultur und das Leben der Menschen in Südkorea zeigen. Sein Motto ist deshalb auch „Korea for the World, the World for Korea“. Meistens wird in Englisch gesendet oder in Koreanisch, dann mit englischen Untertiteln, manchmal auch mit japanischen und spanischen Untertiteln. Popularität erzielte der Sender in Südkorea durch den Moderator On Su, der für seinen Einsatz für die koreanische Wiedervereinigung vielfach geehrt wurde und als eine der beliebtesten Personen der koreanischen Fernsehwelt gilt.

## Sendungen

### Serien
- Aunties’ Round
- Jigsaw Puzzle
- Love or Nothing

### Kinder
- Superkids

### Musik
- PerformArts
- Showbiz Extra
- Pops in Seoul
- Simply K-Pop

### Nachrichten
- Korea Today
- Arirang News

### Talkshows
- Heart to Heart

## Empfang in Deutschland
In Deutschland ist Arirang TV digital frei empfangbar über Astra 19,2° Ost.
- Satellit: Astra 19,2° Ost
- Frequenz: 11509 MHz
- Polarisation: vertikal
- Symbolrate: 22000
- Video PID: 711
- Audio PID: 731

Über Hot Bird 3 13° Ost.
- Satellit: Hot Bird 13° Ost
- Frequenz: 12207 MHz
- Polarisation: horizontal
- Symbolrate: 27500
- Video PID: 3841
- Audio PID: 3842

Über Astra 28.2° Ost in HD:
- Satellit: Astra 28.2° Ost (DVB-S2)
- Frequenz: 11223 MHz
- Polarisation: vertikal
- Symbolrate: 23000
- Video PID: 2309
- Audio PID: 2311

Über Astra 19,2° Ost in HD:
- Satellit: Astra 19,2° Ost
- Frequenz: 11509 MHz
- Polarisation: vertikal
- Symbolrate: 22000
- Video PID: 712
- Audio PID: 732

Vodafone Kabel Deutschland speiste den Sender am 12. März 2013 in sein Kabelnetz ein und dieser ist dort von 6 bis 18 Uhr verfügbar. In Hamburg ist der Sender über wilhelm.tel im digitalen Kabelnetz ganztägig verfügbar. In Baden-Württemberg war Arirang TV bis Ende März 2014 im Kabelnetz der Kabel BW zu empfangen.
Des Weiteren bietet Arirang TV ein umfangreiches Angebot an Video-on-Demand-Diensten (VoD) an. Hierdurch sind Sendungen auch im Internet verfügbar.